# SeaRates
SeaRates.com — онлайн-платформа, яка дозволяє клієнтам доставляти свої товари в будь-яку точку світу з оптимальними тарифами, з урахуванням термінів доставки товарів. Компанія створена у серпні 2005 року українцем Сергієм Джашитовим. 2020 року платформа SeaRates була викуплена компанією DP World, яка є одним з найбільших портових операторів світу. На даний момент SeaRates — один зі структурних підрозділів DP World[ангажоване джерело].

## Історія
SeaRates був створений в серпні 2005 року Сергієм Джашитовим як стартап, який допомагав компаніям перевозити вантажі за кордон. SeaRates дозволяє замовити перевезення в режимі онлайн, миттєво розрахувати вартість доставки, оптимізувати розташування вантажу всередині контейнера та відстежувати його в режимі реального часу.
2005 року SeaRates першою почала використовувати онлайн сервіси такі як відстеження контейнера, онлайн-бронювання тарифів на доставку та калькулятор відстаней[первинне джерело].
З 2007 року SeaRates використовує Google Maps, щоб надати клієнтам простий і знайомий спосіб візуалізувати варіанти доставки і відстежувати вантажі[первинне джерело].
23 жовтня 2018 року SeaRates запровадив оплату перевезень монетами Bytom і здійснив перше перевезення в світі за допомогою блокчейна. Загальна вартість склала всього 74 Bytom, приблизно 17 доларів США.
2020 року SeaRates став частиною найбільшого світового портового оператора Dubai Ports World.
Також, 2020 року SeaRates разом з DP World створили Digital Freight Alliance. DF Alliance — це незалежна асоціація експедиторів, що надає учасникам онлайн інструменти, мережеві та комерційні можливості на морі, в повітрі та на суші. 2023 року налічувала понад 6100 учасників з більш ніж 190 країн[ангажоване джерело].

## Особливості
2005 року SeaRates запустив перший у світі маркетплейс міжнародних вантажних перевезень, забезпечуючи миттєве порівняння тарифів, бронювання та управління вантажними послугами від багатьох постачальників логістичних послуг[первинне джерело]. Також, в цей же час було створено сервіс по відстеженню місцезнаходження контейнерів на карті в реальному часі і який підтримував 14 судноплавних ліній[первинне джерело]. На основі цих сервісів платформа створила додаткові інструменти, такі як пошук морських мортів за допомогою судноплавних ліній, які обслуговуються ними[первинне джерело]; пошук судноплавних ліній за допомогою морських портів, які їх обслуговують[первинне джерело]; калькулятор відстаней між будь-якими містами Європи, який містив інформацію про маршрути, швидкість та час руху[первинне джерело].